# Casper Hight

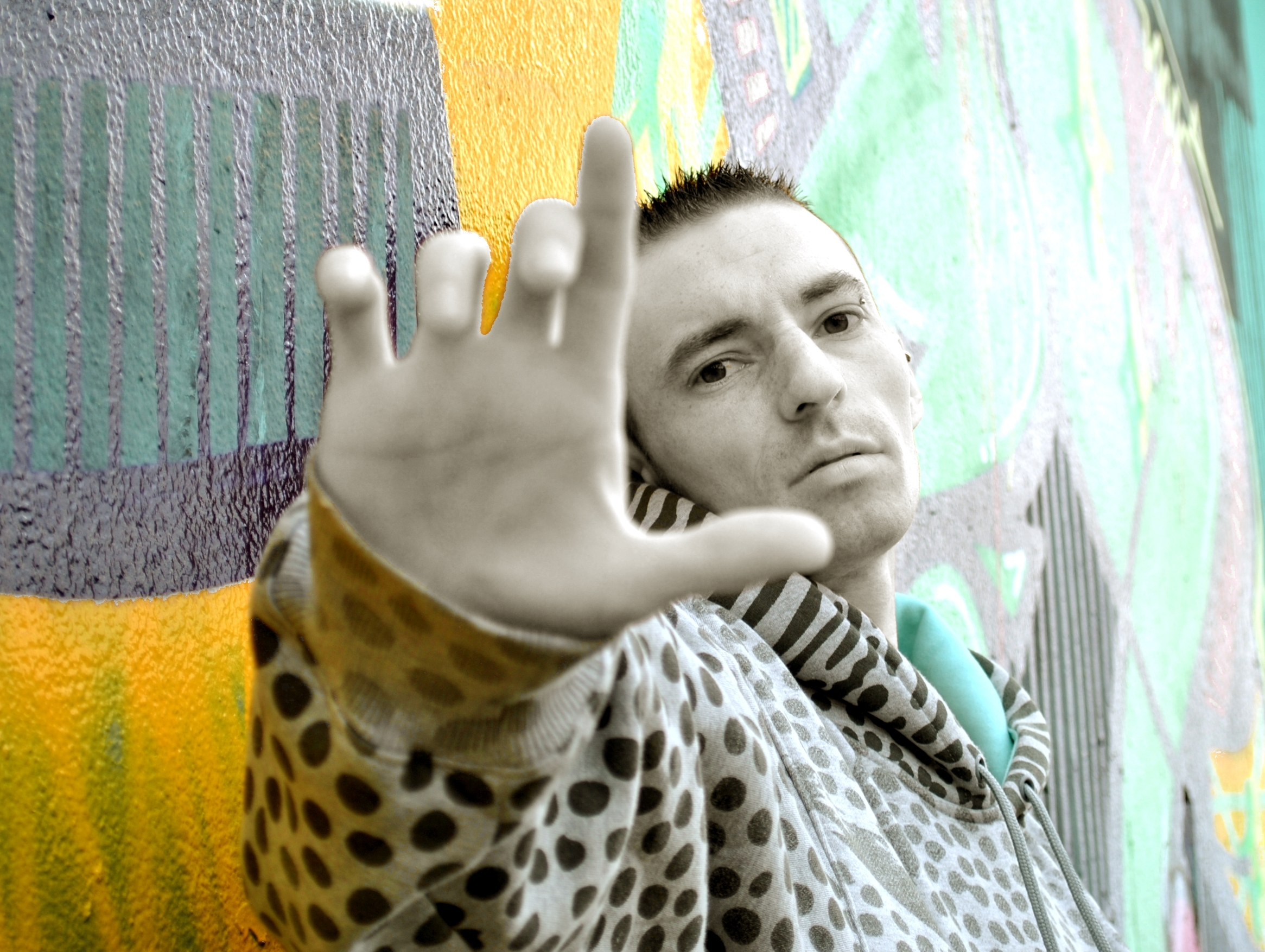
Casper Hight 2010

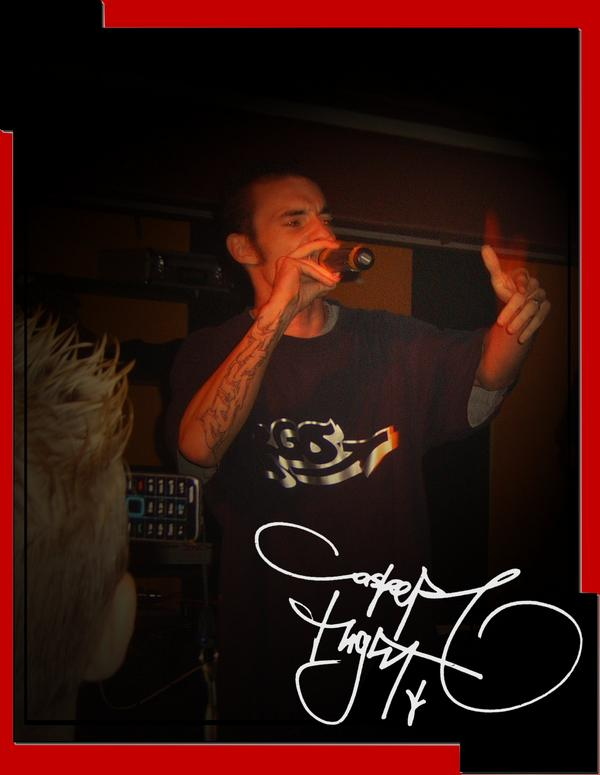
Casper Hight

Casper Hight (* 31. März 1986) ist ein deutscher Rapper, Produzent und Fotograf aus Dessau (Sachsen-Anhalt).

## Biografie
2003 machte Casper Hight sich erstmals einen Namen, als er mit seiner damaligen Crew Dyablos auf Jam FM zu hören war. Durch sein durchaus erfolgreiches Auftreten in der RBA konnte er einige Kontakte in die Rapszene knüpfen, so dass Kollaborationen mit u. a. Serk, F.R. oder Morlockk Dilemma entstanden.
Nach der Trennung von den Dyablos veröffentlichte er im Jahr 2005 sein Debütalbum Brandsatz auf dem Label AGE Records, das er in der Folgezeit mit Liveauftritten vorstellte.
2008 gründete er zusammen mit KaWeOh die Crew Region Ost. Im gleichen Jahr veröffentlichten die beiden zusammen mit DJ Crest das Album Plattenbaurap, mit dem die beiden ebenfalls live sehr aktiv waren.
Im Zuge ihrer Liveauftritte nahmen Region Ost auch am Musikcontest Local Heroes teil und belegten in der Kategorie Hip-Hop den 1. Platz. Im Finale erreichten die beiden dann Platz 2.
2010 lösten KaWeOh & Casper Hight die Gruppe Region Ost auf. Seitdem befindet sich der Rapper wieder auf Solopfad.
In den darauf folgenden Jahren veröffentlichte der Rapper mehrere Videos und Songs, wie zum Beispiel die EP "Kopfknoten", oder die Single "Regnerische Tage".
Seit 2012 arbeitet er in vielen Projekten mit dem Produzenten Mizbeatz zusammen.
Für einige Mitarbeitermotivationssongs, die der Rapper unter anderem intern für Unternehmen wie Telekom und Vodafone erstellte, wurde Casper Hight im Jahr 2012 mit dem internationalen Customer Service Heroe Award von Genesys in Barcelona ausgezeichnet.

## Diskografie
- 1999: Nicht Allein (Eroil Crew)
- 1999: Neuer Anfang (Eroil Crew)
- 2000: Die Prophezeiung (Eroil Crew)
- 2001: C2 (DJ Crest & Casper Hight)
- 2002: Open Mic (Dyablos)
- 2003: Wahrheit (Dyablos)
- 2004: Gedanken
- 2004: 35 Battlesongs (im Internet in der Reim Battle Arena)
- 2004: Schluss
- 2005: Brandsatz
- 2005: Sachsen-Anhalt Bundesländer Battle
- 2006: Best of Casper Hight
- 2006: Offensive Nr. 1 (Age Records)
- 2006: Kapitel 13
- 2008: Plattenbaurap (Region Ost)
- 2010: Fortsetzung (Region Ost)
- 2012: Kopfknoten
- 2014: Regnerische Tage (mit Mizbeatz)
- 2014: Paralleluniversum (Sampler mit Track Zeit von damals mit Mizbeatz)
- 2017: Feuer und Eis Demo-CD (mit Mizbeatz)